# Sommet de l'OTAN de 1988
Pour un article plus général, voir Sommet de l'OTAN.

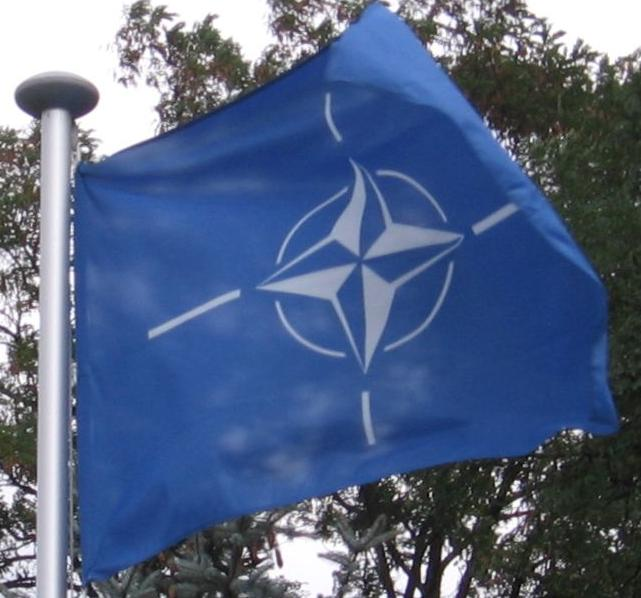
Drapeau de l'OTAN en Espagne

Le sommet de l'OTAN Bruxelles 1988 est le 8e sommet de l'OTAN, conférence diplomatique réunissant à Bruxelles, en Belgique, les 2 et 3 mars 1988, les chefs d'État et de gouvernement des pays membres de l'Organisation du traité de l'Atlantique nord.